# Víctor Castillo (activista)
Víctor Castillo es un dirigente político venezolano, coordinador del comando del partido opositor Vente Venezuela en el municipio Santa Rosalía del estado Portuguesa. En abril de 2024, Castillo fue uno de los tres activistas detenidos en Portuguesa en menos de 24 horas.

## Detención
Víctor Castillo se ha desempeñado como coordinador del comando del partido opositor Vente Venezuela en el municipio Santa Rosalía, en el estado Portuguesa. Fue detenido por funcionarios de seguridad el 29 de abril de 2024, 48 horas después de la gira de la candidata presidencial y lideresa del partido María Corina Machado. De acuerdo con María Oropeza, coordinadora del partido en el estado, Castillo fue detenido por efectivos del Servicio Bolivariano de Inteligencia (SEBIN) y trasladado a la sede del organismo en Araure. Castillo fue uno de los tres activistas detenidos en el estado Portuguesa en menos de 24 horas.De acuerdo con el politólogo Nicmer Evans, a Castillo y a los otros dirigentes les imputaron los cargos de "conspiración". Los tres activistas fueron presentados en tribunales en Acarigua.
La ONG Foro Penal denunció que el tribunal no permitió la designación de sus abogados defensores de los activistas, incluyendo a los de Castillo.

## Reacciones
La coalición opositora de la Plataforma Unitaria denunció la detención de los tres activistas y miembros del comando de campaña después de los actos electorales organizados por María Corina en el estado, exigiendo su liberación inmediata.Estados Unidos condenó los arrestos recientes en Venezuela. Brian Nichols, Subsecretario para Asuntos del Hemisferio Occidental, declaró que las detenciones atentan contra «un proceso electoral inclusivo» y exigió la liberación de los presos políticos en el país.
El 30 de abril de 2024, 31 organizaciones no gubernamentales en Venezuela rechazaron las detenciones en un comunicado publicado en conjunto, expresando que los actos de persecución y de represión por parte del gobierno de Nicolás Maduro violaban el Acuerdo de Barbados, firmado entre la oposición y el gobierno.